# Comuna Izobilne, Nîjnohirskîi
Izobilne (în ucraineană Ізобільне) este o comună în raionul Nîjnohirskîi, Republica Autonomă Crimeea, Ucraina, formată din satele Izobilne (reședința) și Kulîcikî.

## Demografie
Componența lingvistică a comunei Izobilne
     Rusă (80,54%)
     Ucraineană (10,65%)
     Tătară crimeeană (8,24%)
Conform recensământului din 2001, majoritatea populației comunei Izobilne era vorbitoare de rusă (80,54%), existând în minoritate și vorbitori de ucraineană (10,65%) și tătară crimeeană (8,24%).